# Autoréfractomètre
 (septembre 2018).
L'autoréfractomètre est un instrument de mesure objectif de la réfraction oculaire. Utilisé principalement par l'ophtalmologiste, l'optométriste, l'orthoptiste et l'opticien, il combine souvent un kératomètre.

## Principe de la mesure
Le système projette sur la rétine une lumière infrarouge pour minimiser l’accommodation du sujet, ce dernier ne percevant pas cette lumière.
Le cône de lumière projeté est rétro diffusée par la rétine. Après une seconde traversée du système optique de l’œil, la lumière qui revient à l'appareil est analysée, ce qui permet de déterminer les caractéristiques optiques de l’œil traversé et d'en déduire les corrections nécessaires pour une bonne vision.
Le système d’observation est constitué de récepteurs photo-sensibles dans ce domaine de fréquence et il est couplé à un ordinateur pour déterminer le plan conjugué.
Il permet des mesures rapides et précises 
- Précision : pas de 0,01, 0,12, 0,25 dioptrie pour la sphère et le cylindre et pas de 1° pour l'astigmatisme cornéen.
- Rapidité : certains appareils affichent une rapidité de l'ordre de 0,1 à 0,2 seconde/mesure ;

- Large gamme de mesure (-20 à + 25 dioptries pour la sphère, - 10 à + 10 dioptries pour le cylindre) [1].

## Évolution de l'appareil
Ces appareils sont souvent couplés à d'autres appareils de mesure
- Tonomètre qui mesure la tension de l'œil ;
- Keratomètre qui mesure les caractéristiques optiques de la cornée.

Certains autoréfractomètres (comme le modèle Plusoptix) permettent même d'effectuer cette mesure sur les deux yeux simultanément à 1 mètre de distance et en moins d'une seconde.